# Velika nagrada Monaka 1977
Velika nagrada Monaka 1977 je bila šesta dirka Svetovnega prvenstva Formule 1 v sezoni 1977. Odvijala se je 22. maja 1977.

## Dirka
| Poz | Št | Dirkač             | Konstruktor        | Krogi | Čas/Odstop   | Št. m. | Toč |
| --- | -- | ------------------ | ------------------ | ----- | ------------ | ------ | --- |
| 1   | 20 | Jody Scheckter     | Wolf-Ford          | 76    | 1'57:52,77   | 2      | 9   |
| 2   | 11 | Niki Lauda         | Ferrari            | 76    | + 0,09 s     | 6      | 6   |
| 3   | 12 | Carlos Reutemann   | Ferrari            | 76    | + 32,8 s     | 3      | 4   |
| 4   | 2  | Jochen Mass        | McLaren-Ford       | 76    | + 34,6 s     | 9      | 3   |
| 5   | 5  | Mario Andretti     | Lotus-Ford         | 76    | + 35,55 s    | 10     | 2   |
| 6   | 17 | Alan Jones         | Shadow-Ford        | 76    | + 36,61 s    | 11     | 1   |
| 7   | 26 | Jacques Laffite    | Ligier-Matra       | 76    | + 1:04,44    | 16     |     |
| 8   | 19 | Vittorio Brambilla | Surtees-Ford       | 76    | + 1:08,64    | 14     |     |
| 9   | 16 | Riccardo Patrese   | Shadow-Ford        | 75    | +1 krog      | 15     |     |
| 10  | 22 | Jacky Ickx         | Ensign-Ford        | 75    | +1 krog      | 17     |     |
| 11  | 34 | Jean-Pierre Jarier | Penske-Ford        | 74    | +2 kroga     | 12     |     |
| 12  | 24 | Rupert Keegan      | Hesketh-Ford       | 73    | +3 krogi     | 20     |     |
| Ods | 6  | Gunnar Nilsson     | Lotus-Ford         | 51    | Menjalnik    | 13     |     |
| Ods | 7  | John Watson        | Brabham-Alfa Romeo | 48    | Menjalnik    | 1      |     |
| Ods | 4  | Patrick Depailler  | Tyrrell-Ford       | 46    | Menjalnik    | 8      |     |
| Ods | 18 | Hans Binder        | Surtees-Ford       | 41    | Dovod goriva | 19     |     |
| Ods | 28 | Emerson Fittipaldi | Fittipaldi-Ford    | 37    | Motor        | 18     |     |
| Ods | 1  | James Hunt         | McLaren-Ford       | 25    | Motor        | 7      |     |
| Ods | 8  | Hans Joachim Stuck | Brabham-Alfa Romeo | 19    | El. sistem   | 5      |     |
| Ods | 3  | Ronnie Peterson    | Tyrrell-Ford       | 10    | Zavore       | 4      |     |
| DNQ | 37 | Arturo Merzario    | March-Ford         |       |              |        |     |
| DNQ | 33 | Boy Hayje          | March-Ford         |       |              |        |     |
| DNQ | 25 | Harald Ertl        | Hesketh-Ford       |       |              |        |     |
| DNQ | 22 | Clay Regazzoni     | Ensign-Ford        |       |              |        |     |
| DNQ | 9  | Alex Ribeiro       | March-Ford         |       |              |        |     |
| DNQ | 10 | Ian Scheckter      | March-Ford         |       |              |        |     |